# 1353 Maartje
1353 Maartje је астероид главног астероидног појаса са пречником од приближно 33,75 .
Афел астероида је на удаљености од 3,285 астрономских јединица (АЈ) од Сунца, а перихел на 2,737 АЈ.
Ексцентрицитет орбите износи 0,091, инклинација (нагиб) орбите у односу на раван еклиптике 9,192 степени, а орбитални период износи 1908,755 дана (5,225 година).
Апсолутна магнитуда астероида је 10,40 а геометријски албедо 0,107.
Астероид је откривен 13. фебруара 1935. године.